# Hepatica opalina
Hepatica opalina är en fjärilsart som beskrevs av Butler 1879. Hepatica opalina ingår i släktet Hepatica och familjen nattflyn. Inga underarter finns listade i Catalogue of Life.